# Hemiaster
Hemiaster is een geslacht van uitgestorven zee-egels uit de familie Hemiasteridae die fossiel bekend zijn vanaf het Krijt.

## Beschrijving
Deze hartegels hadden een met gladde knobbeltjes bedekte, hartvormige schaal, die op zijaanzicht ovaal was en een vlakke onderkant had. Daar bevonden zich respectievelijk de mond aan de voorzijde en de anus aan de achterzijde. De duidelijk afgetekende bloembladvormige ambulacra (deel van het skelet, waarin de voetjes van het watervaatstelsel zijn gelegen) waren gelegen in groeven. Aan de voorrand bevond zich een groeve die diende voor het transport van voedsel naar de mondopening. De normale diameter bedroeg ongeveer 4 cm.

## Leefwijze
Vertegenwoordigers van dit geslacht bewoonden ondiepe wateren. Ze leefden gedeeltelijk ingegraven in het zand. Voedsel, dat werd verkregen uit het sediment, werd via de groeve aan de voorrand naar de mondopening doorgeschoven.

## Soorten
- Hemiaster amelianus Cooke, 1953 †
- Hemiaster amurensis Shmidt, 1960 †
- Hemiaster arcolensis Cooke, 1953 †
- Hemiaster balboi Airaghi, 1939 †
- Hemiaster barthouxi Lambert, 1932 †
- Hemiaster batalleri Lambert, 1933 †
- Hemiaster benhurensis Stephenson, 1941 †
- Hemiaster besairiei Lambert, 1933 †
- Hemiaster catandubensis Maury, 1934 †
- Hemiaster cedroensis Maury, 1936 †
- Hemiaster cranium Cooke, 1946 †
- Hemiaster despujolsi Lambert, 1937 †
- Hemiaster fourtaui Chiplonker, 1937 †
- Hemiaster gemellaroi Checchia-Rispoli, 1936 †
- Hemiaster globulosus Sánchez Roig, 1949 †
- Hemiaster gonzalezmunozi Sánchez Roig, 1953 †
- Hemiaster hawkinsi Lambert, 1933 †
- Hemiaster heteropneustes Lambert, 1936 †
- Hemiaster holoambitatus Chiplonker, 1937 †
- Hemiaster hourcqi Lambert, 1936 †
- Hemiaster integer Lambert, 1933 †
- Hemiaster jacksoni Maury, 1925 †
- Hemiaster jacobi Besairie & Lambert, 1930 †
- Hemiaster judinkensis Shmidt, 1960 †
- Hemiaster labriei Lambert, 1936 †
- Hemiaster lamberti Sánchez Roig, 1949 †
- Hemiaster latesulcatus Lambert, 1936 †
- Hemiaster madagascariensis Cottreau, 1922 †
- Hemiaster madrugensis Weisbord, 1934 †
- Hemiaster meslei Cotteau, Péron & Gauthier, 1878 †
- Hemiaster moscovensis Cooke, 1959 †
- Hemiaster mutabilis Lambert, 1933 †
- Hemiaster narindensis Lambert, 1933 †
- Hemiaster oliveirai Marchesini Santos & de Souza Cunha, 1959 †
- Hemiaster parallelus Lambert, 1936 †
- Hemiaster paronai Checchia-Rispoli, 1921 †
- Hemiaster pseudoanticus Lambert, 1933 †
- Hemiaster reineckei Haughton, 1924 †
- Hemiaster rioupanemensis Maury, 1925 †
- Hemiaster sabinal Cooke, 1953 †
- Hemiaster sanctisebastiani Maury, 1925 †
- Hemiaster schoelleri Lambert, 1938 †
- Hemiaster siboneyensis Weisbord, 1934 †
- Hemiaster sphericus Lambert, 1935 †
- Hemiaster stefaninii Lang, 1937 †
- Hemiaster stoliczkai Stefanini, 1928 †
- Hemiaster teilhardi Basse, 1928 †
- Hemiaster tubillensis Lambert, 1935 †
- Hemiaster uwajimensis Morishita, 1962 †
- Hemiaster vistulensis Kongiel, 1936 †
- Hemiaster zululandensis Besairie & Lambert, 1930 †